# Qorolistsqali
Qorolistsqali (georgiska: ყოროლისწყალი) är ett vattendrag i Georgien. Det ligger i regionen Adzjarien, i den västra delen av landet, och mynnar i Svarta havet.